# Drapeau de la Sarre
Le drapeau de la Sarre est composé du drapeau de l’Allemagne avec au centre le blason de l’État. L’écu écartelé est composées des quatre armes surcomposées
- en haut, partie senestre, blason du comté de Sarrebruck : d’azur, semé de croisettes d’argent, au lion du second, lampassé de gueules et couronné d’or.
- en haut, partie dextre, blason de la Principauté archiépiscopale de Trèves : d’argent, à la croix de gueules.
- en bas, partie senestre, blason de la Lorraine : d’or à la bande de gueules chargée de trois alérions d’argent.
- en bas, partie dextre, blason du Palatinat du Rhin : de sable, au lion d’or, couronné, armé et lampassé de gueules.

## Drapeaux historiques

### Territoire (1920-1935)

Drapeau du territoire (2:3)

À la suite du traité de Versailles de 1919, la région de Sarre fut administrée par la Société des Nations au travers de la création du  territoire du Bassin de la Sarre.
Le drapeau adopté est un drapeau composé de trois bandes horizontales bleu-blanc-noir, qui n’est pas à confondre avec le drapeau de l’Estonie dont les couleurs ne sont pas dans le même ordre. Les couleurs pouvaient être inspirées par celle du royaume de Bavière et du royaume de Prusse mais la commission de gouvernement justifia le choix des couleurs comme celles du champ des armes du Territoire.
Ce drapeau ne fut toutefois pas utilisé par la population qui le considérait comme le drapeau de l’occupation et lui préférait le drapeau allemand. La Sarre réintègre la Reich allemand en 1935 à la suite d’un plébiscite.

### Protectorat (1947-1956)

Drapeau du protectorat (2:3)

La Sarre constitua entre 1947 et 1956 un protectorat placé sous tutelle française au lendemain de la Seconde Guerre mondiale. Il n’a été rattaché à la RFA que le 1er janvier 1957, à la suite d'un référendum organisé en octobre 1955. Le drapeau est fixé par la constitution de la Sarre du 15 décembre 1947. 
Par sa composition, le drapeau ressemblait beaucoup à une croix scandinave dont la partie gauche près du mat est bleu et la partie du flottant rouge. Les couleurs bleu-blanc-rouge rappellent le drapeau tricolore de la France.